# Чайка вінценосна
Чайка вінценосна або чайка чорнолоба (Vanellus coronatus) — вид птахів родини сивкові (Charadriidae). Поширений в Африці

## Поширення та спосіб життя
Мешкає в Східній і Південній Африці нижче 10° пн.ш. Мешкає на відкритих трав'янистих рівнинах з рідкісними чагарниками нижче 3000 метрів над рівнем моря. Уникає густих чагарників. Цей вид чайок віддає перевагу мешканню в сухих місцях, уникаючи вологих ділянок. Раціон складається з комах і личинок, термітів, мурах, жуків і цвіркунів. Активні з настанням сутінків. Будучи потривоженими, швидко тікають.

## Опис
За забарвленням найменш контрастний серед південноафриканських видів чайок. Верх тіла сірий, черево і підхвістя білі. По верху голови через дзьоб і очі проходить чорна смуга, яка спускається позаду голови до основи шиї. Груди сірі, облямовані чорною смугою. Дзьоб довгий, червонуватий, з темним кінцем. Ноги червоні.